# Eduard Ehricht
Eduard Ehricht – niemiecki strzelec, mistrz świata.
Był związany z miastem Eisleben. Wielokrotnie startował w krajowych zawodach federalnych w pistolecie. Pojawił się na pierwszym takim turnieju, który rozegrano w 1901 roku w Weißenfels – zajął wówczas 2. miejsce w tarczy punktowej, a w tarczy mistrzowskiej i strzelaniu z pistoletu w 30 seriach zwyciężył. Rok później w Chemnitz zwyciężył w tarczy punktowej i pistolecie z 30 seriami. Kolejną wygraną osiągnął w 1907 roku w Zeltz, triumfując ponownie w strzelaniu z pistoletu w 30 seriach (w międzyczasie wielokrotnie plasował się wśród trzech najlepszych zawodników).
Podczas swojej kariery Eduard Ehricht czterokrotnie zdobył medale na mistrzostwach świata. Jedyne indywidualne podium osiągnął na turnieju w 1910 roku, podczas którego został wicemistrzem świata w pistolecie dowolnym z 50 m – lepszy wynik osiągnął wyłącznie Paul Van Asbroeck. Pozostałe trzy medale wywalczył w drużynowym strzelaniu z pistoletu dowolnego, zostając m.in. mistrzem w 1909 roku (skład zespołu: Gerhard Bock, Richard Fischer, Eduard Ehricht, Eduard Schmeisser, Joachim Vogel). Na mistrzostwach w 1908 roku zajął indywidualnie 9. miejsce (493 pkt.), zaś z drużyną ukończył turniej na 5. miejscu

## Medale mistrzostw świata
Opracowano na podstawie materiałów źródłowych:
| Mistrzostwa     | Konkurencja                       | Wynik                             | Miejsce |
| --------------- | --------------------------------- | --------------------------------- | ------- |
| Hamburg 1909    | Pistolet dowolny, 50 m, drużynowo | 2509 pkt. (druż.)                 |         |
| Loosduinen 1910 | Pistolet dowolny, 50 m            | 523 pkt.                          |         |
| Loosduinen 1910 | Pistolet dowolny, 50 m, drużynowo | 2428 pkt. (druż.) 523 pkt. (ind.) |         |
| Rzym 1911       | Pistolet dowolny, 50 m, drużynowo | 2456 pkt. (druż.)                 |         |